# Trọng tài giải vô địch bóng đá thế giới 2018
Danh sách các trọng tài giải vô địch bóng đá thế giới 2018 bao gồm trọng tài chính, trợ lý trọng tài và trợ lý trọng tài video.

## Trọng tài và trợ lý trọng tài
FIFA công bố danh sách 36 trọng tài và 63 trọng tài trợ lý, trên cơ sở quốc tịch từ tất cả sáu liên đoàn bóng đá cho FIFA World Cup 2018 ngày 29 tháng 3 năm 2018. Tuy nhiên, sau đó, vào tháng 6 năm 2018, FIFA đã giảm 1 trọng tài trong số 36 và 1 trợ lý trọng tài trong số 63 người vì tội tham nhũng. Bên cạnh đó có 2 trợ lý và 1 trọng tài được thay thế. Cuối cùng, danh sách chốt gồm 35 trọng tài và 62 trợ lý.
| Liên đoàn bóng đá | Trọng tài                       | Trợ lý trọng tài                          |
| ----------------- | ------------------------------- | ----------------------------------------- |
| AFC               | Alireza Faghani                 | Reza Sokhandan Mohammadreza Mansouri      |
| AFC               | Ravshan Irmatov                 | Abdukhamidullo Rasulov Jakhongir Saidov   |
| AFC               | Mohammed Abdulla Hassan Mohamed | Mohamed Al Hammadi Hasan Al Mahri         |
| AFC               | Ryuji Sato                      | Toru Sagara Hiroshi Yamauchi              |
| AFC               | Nawaf Shukralla                 | Yaser Tulefat Taleb Al Maari              |
| CAF               | Malang Diedhiou                 | Djibril Camara El Hadji Samba             |
| CAF               | Bakary Gassama                  | Jean Claude Birumushahu Abdelhak Etchiali |
| CAF               | Gehad Grisha                    | Redouane Achik Waleed Ahmed               |
| CAF               | Janny Sikazwe                   | Jerson Dos Santos Zakhele Siwela          |
| CAF               | Mehdi Abid Charef               | Anouar Hmila                              |
| CAF               | Bamlak Tessema Weyesa           |                                           |
| CONCACAF          | Joel Aguilar                    | Juan Zumba Corey Rockwell                 |
| CONCACAF          | Mark Geiger                     | Frank Anderson Joe Fletcher               |
| CONCACAF          | César Arturo Ramos              | Marvin Torrentera Miguel Hernández        |
| CONCACAF          | John Pitti                      | Gabriel Victoria                          |
| CONCACAF          | Ricardo Montero                 | Juan Carlos Mora Araya                    |
| CONCACAF          | Jair Marrufo                    |                                           |
| CONMEBOL          | Julio Bascuñán                  | Carlos Astroza Christian Schiemann        |
| CONMEBOL          | Enrique Cáceres                 | Eduardo Cardozo Juan Zorrilla             |
| CONMEBOL          | Andrés Cunha                    | Nicolás Tarán Mauricio Espinosa           |
| CONMEBOL          | Néstor Pitana                   | Hernán Maidana Juan Pablo Bellati         |
| CONMEBOL          | Sandro Ricci                    | Emerson de Carvalho Marcelo Van Gasse     |
| CONMEBOL          | Wilmar Roldán                   | Alexander Guzmán Cristian de la Cruz      |
| OFC               | Matthew Conger                  | Simon Lount Tevita Makasini               |
| OFC               | Norbert Hauata                  | Bertrand Brial                            |
| UEFA              | Felix Brych                     | Mark Borsch Stefan Lupp                   |
| UEFA              | Cüneyt Çakır                    | Bahattin Duran Tarik Ongun                |
| UEFA              | Sergei Karasev                  | Anton Averianov Tikhon Kalugin            |
| UEFA              | Björn Kuipers                   | Sander van Roekel Erwin Zeinstra          |
| UEFA              | Szymon Marciniak                | Pawel Sokolnicki Tomasz Listkiewicz       |
| UEFA              | Antonio Mateu Lahoz             | Pau Cebrián Devís Roberto Díaz Pérez      |
| UEFA              | Milorad Mažić                   | Milovan Ristić Dalibor Đurđević           |
| UEFA              | Gianluca Rocchi                 | Elenito Di Liberatore Mauro Tonolini      |
| UEFA              | Damir Skomina                   | Jure Praprotnik Robert Vukan              |
| UEFA              | Clément Turpin                  | Cyril Gringore Nicolas Danos              |

## Trợ lý trọng tài video
FIFA chính thức xác nhận việc sử dụng trợ lý trọng tài video trong công tác giám sát trận đấu tại giải 2018 và công bố 13 Trợ lý Trọng tài Video (VARs) sẽ tham dự giải bóng đá vô địch thế giới 2018 ngày 30 tháng 4 năm 2018. Mỗi trận đấu sẽ có 1 trợ lý trọng tài video chính (VAR) và 3 trợ lý trọng tài video phụ (AVAR) nhằm phân tích các tính huống khác nhau. Các trợ lý trọng tài video này được quản lý tại một trung tâm (VOR) đặt ở Moskva.
Công việc của các trợ lý trọng tài video tập trung vào phân tích bốn loại tình huống:
1. Bàn thắng
2. Phạt đền
3. Thẻ đỏ trực tiếp
4. Nhầm lẫn cầu thủ

| Liên đoàn | Trợ lý trọng tài video |
| --------- | ---------------------- |
| AFC       | Abdulrahman Al-Jassim  |
| CONMEBOL  | Wilton Sampaio         |
| CONMEBOL  | Gery Vargas            |
| CONMEBOL  | Mauro Vigliano         |
| UEFA      | Bastian Dankert        |
| UEFA      | Artur Soares Dias      |
| UEFA      | Paweł Gil              |
| UEFA      | Massimiliano Irrati    |
| UEFA      | Tiago Martins          |
| UEFA      | Danny Makkelie         |
| UEFA      | Daniele Orsato         |
| UEFA      | Paolo Valeri           |
| UEFA      | Felix Zwayer           |

## Thay thế
Fahad Al-Mirdasi (Liên đoàn bóng đá Ả Rập Xê Út) bị rút vị trí trọng tài sau trận quyết định tại Cúp Nhà Vua 2018 cùng với trợ lý trọng tài Mohammed Al-Abakry và Abdulah Al-Shalwai. Trọng tài người Kenya Marwa Range cũng bị rút sau vụ bê bối nhận tiền.